# Damned in the USA
Damned in the USA é um documentário britânico de 1991 dirigido por Paul Yule sobre a censura na América.

## Sinopse
Nos Estados Unidos, o financiamento do governo para as artes nunca foi popular entre os membros mais conservadores do Congresso, e aos populistas tem um odor desagradável de elitismo. O filme cobre o julgamento de um diretor do museu de Cincinnati pela exibição de fotos de Robert Mapplethorpe, e debates sobre o financiamento do National Endowment for the Arts (NEA).

## Recepção
Após o sucesso na Inglaterra e Europa, e ganhar um Emmy Internacional de Melhor Documentário Artes nos Estados Unidos, "Damned nos EUA" tornou-se alvo de um processo de 2 milhões dólares movido pelo reverendo Donald Wildmon, presidente e porta-voz da Associação da Família Americana para o chamada moralidade na arte. (A soma eventualmente subiu para US$ 8 milhões.) Wildmon, chamou o filme "blasfemo e obsceno", e conseguiu adiar o lançamento do filme nos Estados Unidos até janeiro de 1993.
O Washington Post chamou o documentário do cineasta britânico Paul Yule de "um grande e importante filme. Todos devem vê-lo."

## Prêmios
1991 — Emmy Internacional de Melhor Documentário de Artes (Venceu)